# 石景山体育場
石景山体育場(せきけいざんたいいくじょう、簡体字中国語: 石景山体育场、英: Shijingshan Stadium)は、中華人民共和国の北京市石景山区にある多目的スタジアムである。

## 概要
1986年に設立された。収容人数は20,000人、総敷地面積は72,000平方メートル。主にサッカーの試合に用いられる。中国サッカー・甲級リーグに所属する北京八喜と、中国サッカー・乙級リーグに所属する北京青年足球隊がホームスタジアムとして使用している。隣には1989年に設立された石景山体育館が隣接している。また、1990年には1990年アジア競技大会において女子サッカー競技の会場として用いられた。

## 交通アクセス
北京地下鉄1号線の古城駅東南口より徒歩約5分。